# یان هایس
یان هایس (هلندی: Jan Buis؛ زادهٔ ۱۵ فوریه ۱۹۳۳) دوچرخه‌سوار اهل هلند است.
وی در مسابقات کشوری و بین‌المللی در مجموع برندهٔ ۱ مدال برنز شده‌است.